# Zagreb Indoors 2011
LO Zagreb Indoors 2011, noto anche come PBZ Zagreb Indoors per motivi di sponsorizzazione, è stato un torneo di tennis giocato sul cemento indoor nella categoria ATP World Tour 250 series nell'ambito dell'ATP World Tour 2011. È stata la 7ª edizione del Zagreb Indoors. Si è giocato a Zagabria in Croazia dal 31 gennaio al 6 febbraio 2011.

## Partecipanti

### Teste di serie
| Nazionalità | Atleta                 | Ranking* | Testa di serie |
| ----------- | ---------------------- | -------- | -------------- |
| Croazia     | Marin Čilić            | 15       | 1              |
| Croazia     | Ivan Ljubičić          | 16       | 2              |
| Spagna      | Guillermo García López | 32       | 3              |
| Francia     | Richard Gasquet        | 33       | 4              |
| Germania    | Florian Mayer          | 36       | 5              |
| Spagna      | Marcel Granollers      | 42       | 6              |
| Germania    | Philipp Petzschner     | 57       | 7              |
| Germania    | Michael Berrer         | 61       | 8              |

- Ranking al 17 gennaio 2011.

### Altri partecipanti
Giocatori che hanno ricevuto la wild card nel tabellone principale:
- Franco Skugor
- Nikola Mektić
- Antonio Veić

Giocatori passati dalle qualificazioni:

- Stefan Koubek
- Blaž Kavčič
- Alex Bogomolov Jr.
- Dušan Lajović

## Campioni

### Singolare
Ivan Dodig ha battuto in finale  Michael Berrer con il punteggio di 6–3, 6–4
- È il 1º titolo in carriera per Dodig.

### Doppio
Dick Norman /  Horia Tecău hanno battuto in finale  Marcel Granollers /  Marc López con il punteggio di 6–3, 6–4